# Terremoto de Dhamar de 1982
El terremoto de Dhamar de 1982 se produjo cerca de la ciudad de Dhamar, Yemen del Norte, el 13 de diciembre de 1982. Con una magnitud de 6,3 en la escala de magnitud de momento, con una intensidad máxima percibida de VIII en la escala de intensidad de Mercalli, murieron hasta 2.800 personas y otras 1.500 heridos. El terremoto ocurrió a varios cientos de kilómetros del límite de una placa en una región geológicamente compleja que incluye volcanes activos y crestas en expansión en el fondo marino. Yemen tiene una historia de terremotos destructivos, aunque este fue el primer evento registrado instrumentalmente que se detectó en las redes sismográficas globales.

## Entorno tectónico
La porción suroeste de la Placa Arábiga se encuentra adyacente a la Triple Unión de Afar, cerca del Mar Rojo. La triple unión marca el punto de intersección de las placas árabe, africana y somalí. La propagación se inició hace unos 5 millones de años y persiste entre 6 y 7,5 milímetros por año en el sur del Mar Rojo y alrededor de 10 milímetros por año en el este del Golfo de Adén. La actividad sísmica normalmente se concentra en las dorsales submarinas, pero con poca frecuencia ocurren eventos pequeños a moderados en tierra en el interior de la placa Arábiga dentro de 200 a 300 kilómetros de la línea central del Mar Rojo en Yemen, así como más al noroeste en la Provincia de Asir de Arabia Saudita.

## Terremoto
El evento fue el primero en varias clasificaciones. Fue el primer terremoto localizado instrumentalmente en el sur de la península arábiga desde 1959 y el primer terremoto que provocó muertes desde 1941. El terremoto también fue el primero en el área detectado telesísmicamente en la Red Sismográfica Estándar Mundial y la Red Sismográfica Digital Global.
Debido a que el terremoto ocurrió a 200 kilómetros del Mar Rojo, Langer et al. como un evento "marginal de placa", en lugar de un evento intraplaca. El análisis de los parámetros de la fuente reveló que el terremoto principal fue un evento de falla normal complejo y consistió en dos terremotos de igual tamaño, separados por aproximadamente 12 segundos. Se comparó con los terremotos de Coalinga de 1983 y Morgan Hill de 1984, ambos eventos en California que tuvieron características de choque dual similares.

### Daños
El terremoto principal poco profundo se produjo en una zona densamente poblada a 70 kilómetros al sur de Saná. El evento principal y sus réplicas crearon una zona de destrucción entre Ma'bar y Dhamar, donde las aldeas más antiguas sufrieron graves daños y las casas de adobe o mampostería de escombros fueron las que más sufrieron. Las casas y pueblos adyacentes a pendientes pronunciadas o acantilados fueron susceptibles a desprendimientos de rocas y deslizamientos de tierra, pero los daños fueron mucho menos pronunciados lejos del área epicentral, y los centros urbanos modernos con estructuras adecuadamente diseñadas se vieron sólo ligeramente afectados.
El Centro Nacional de Información Sísmica informó que 2.800 personas murieron y que otras 1.500 resultaron heridas.Otras estimaciones del total de muertes oscilan entre 1.600 y 3.000.En total, casi 300 aldeas sufrieron graves daños o fueron destruidas y unas 700.000 personas quedaron sin hogar.El terremoto se sintió en Yemen del Norte y gran parte de Yemen del Sur, así como en Arabia Saudita.

## Réplicas
Dieciséis días después del terremoto principal, se desplegó en el área epicentral una red de sismógrafos portátiles compuesta principalmente por unidades analógicas. Se obtuvieron seis días de grabación, capturando miles de réplicas, bajo su configuración final y óptima. Dos de los eventos más grandes, el evento de 5,3 del 29 de diciembre y el evento de 4,6 del 8 de enero, también se registraron telesísmicamente durante este período.

## Otros eventos
Hubo 30 años específicos en los que se documentaron terremotos individuales o múltiples en Yemen durante los 1.240 años anteriores a 1982. Durante el siglo XX, en 1909, un terremoto provocó la muerte de 300 personas y dañó 400 viviendas; en 1941, dos terremotos mataron a 1.200 personas y destruyeron 1.400 viviendas. Otros acontecimientos menores ocurrieron en 1955 y nuevamente en 1959.